# Чінаті
Чінаті (груз. ჭინათი) — село в Грузії.
За даними перепису населення 2014 року в селі проживає 285 осіб.